# Bitka za Galipoli
Bitka za Galipoli je neuspela pomorska in kopenska vojaška operacija zavezniških sil med prvo svetovno vojno, da bi se prebili skozi Dardanele. 
Namen operacije je bil prisiliti Osmansko cesarstvo, da bi izstopilo iz vojne, in odpreti pomorsko pot do Rusije. Pomorska akcija se je začela 18. marca 1915, ker prvi napad vojnih ladij ni bil uspešen, akcijo 18. marca ponovijo vendar tudi ta ne da zadostnih rezultatov, zato se 25. aprila začne kopenski del operacije. Na obalah polotoka Galipoli se izkrcajo čete, ki jih sestavljajo večinoma Britanci, Avstralci in Novozelandci (ANZAC). Osmanska obramba je bila na začetku šibka, ponekod pa je sploh ni bilo, vendar se je kmalu okrepila. Zavezniške sile so se po več neuspelih ofenzivah umaknile in tako je polotok Galipoli 6. januarja 1916 zapustil zadnji vojak. Pobudnik operacije Winston Churchill je moral zaradi neuspeha operacije odstopiti.

## Predhodni dogodki
Vstop Osmanskega cesarstva v prvo svetovno vojno je bilo za Nemce in Avstrijce ključnega pomena, saj bi s tem dejanjem zahodnim zaveznikom prekinili kopenske in morske poti, ki so vodile preko Bližnjega vzhoda v cesarsko Rusijo in naprej v Azijo. Tako kot pri Italiji je bil tajni sporazum med nemškim, avstrijskim in osmanskim cesarstvom podpisan že 2. avgusta 1914. Ker pa je bila osmanska vojska v slabem stanju, cesarstvo ni takoj vstopila v vojno, ampak je svoje vojaške operacije začelo šele proti koncu oktobra 1914, ko so osmanske ladje napadle ruska pristanišča ob Črnem morju. Kljub njegovi velikosti se zavezniki vstopa Osmanskega cesarstva v vojno niso posebej bali. Osmanska vojska je bila sicer velika, vendar slabo opremljena in nezanesljiva. Sultanovega poziva na sveto vojno prebivalci cesarstva niso jemali resno. Ob izbruhu vojne se je država že na začetku morala boriti kar na treh frontah. Na Kavkazu kjer so se borili proti Rusom, ob Suezu in Mezopotamiji pa je borila proti Britancem in njihovim zaveznikom. V prihodnosti pa jo je čakalo še četrto bojišče, in sicer polotok Galipoli.
Konec leta 1914 je na zahodni fronti prišlo do resnega zastoja, ki ga je bilo treba nujo rešiti, saj bi se v nasprotnem primeru znalo zgoditi, da bi neskončni jarki polni blata pogoltnili celotno evropsko zavezniško armadno. Da bi prišlo do preboja in tako hitrejšega konca vojne, je bilo treba odpreti novo fronto. Prvi so na idejo, da bi napadli Osmansko cesarstvo prišli Francozi, vendar njihove ideje niso podprli vse dokler novembra 1914 prvi lord admiralitete Winston Churchill ni predstavil svoje ideje. Z mornariškim napadom na Dardanele bi odprli pomorsko pot v Črno morje; če napad z ladjami ne bi zalegel bi na kopno poslal pehoto, ki bi zasedla obalne utrdbe in po nekaj dneh vkorakala v Istanbul, glavno mesto osmanskega cesarstva. Načrt je bil preprost in glede na dogajanje na drugih frontah na Bližnjem vzhodu izvedljiv, zato so ga zavezniki nemudoma podprli brez kakršnega koli dvoma.

## Mornariški napad
Devetnajstega februarja 1915 se je pred obalo Galipolija pojavilo močno zavezniško ladjevje, ki ga je sestavljalo: 31 bojnih ladij, 3 bojne križarke, 24 križark, 25 rušilcev, 8 monitorjev, 14 podmornic ter še okoli 50 spremljevalnih ladij. Anglo-francosko ladjevje je ob svojem prihodu začelo nemudoma bombardirati osmanske utrdbe ob vsej vzhodni obali Galipolija. Kot se je kasneje izkazalo bombardiranja niso bila vedno uspešna. Čeprav je ladjam uspelo uničiti marsikatero trdnjavsko topništvo, so premične baterije večinoma ostale nedotaknjene in so tekom spopadov odločno odgovarjale na britanski ogenj. Prav zaradi njih so imeli zavezniki največ izgub. Do glavnega napada je prišlo 18. marca, 18 bojnih ladij s spremstvom rušilcev in križark se je zbralo na najožjem delu Dardanel, da bi pričelo obstreljevati osmanske utrdbe, ki so se izognile predhodnemu obstreljevanju. Med obstreljevanjem so ladje doživele le malo škode, saj je bil osmanski topniški ogenj izredno nenatančen, nato pa je nenadoma prišlo do katastrofe. Francoska bojna ladja Bouvet je zaplula na mino, ki so jo deset dni prej postavili osmanski minopolagalec Nusret. Ladja se je po nekaj minutah prevrnila z vso posadko na palubi, nastala je zmeda, v kateri sta mino zadeli še ladji HMS Irresistible in HMS Inflexible. Na pomoč jima je priskočila ladja HMS Ocean, vendar je tudi ta naletela na mino in se nato kmalu potopila. Med napadom sta bili težje poškodovani tudi francoski bojni ladji Suffren in Gaulois.
Med celotno pomorsko operacijo, ki je trajala, do 9. januarja 1916 so zavezniki izgubili 6 bojnih ladij; 3 bojne ladje in 1 križarka so bile težje poškodovane, potopil se je tudi en rušilec in 8 podpornic. Čeprav so izgubili večinoma stare ladje so izgube zaveznikom prepričale, da sovražnika ni mogoče premagati samo z uporabo mornarice, ampak da bo treba v prihodnje na kopno poslati pehoto. Umik anglo-francoske mornarice je osmanskim braniteljem dvignil moralo, saj so resnično verjeli, da so zmagali v bitki in to ravno v pravem trenutku saj je osmanskemu topništvu že začelo primanjkovati granat.

## Priprave na izkrcanje
Po spodletelem mornariškem napadu se je britanska admiraliteta odločila, da na kopno pošlje pehoto in doseže končno zmago. Za to nalogo je bil imenovan general sir Ian Hamilton, ki je v Egiptu zbral armado, treba za to nalogo. Ta je bila večinoma sestavljena iz avstralskih in novozelandskih čet, ki so jih v začetku leta 1915 urili za odhod na zahodno fronto. Te enote so združili v ANZAC (Australian and New Zealand Army Corps) dodal pa jim je še enote britanske vojske, marince in francoske ekspedicijske sile.
Čeprav je osmanska obramba zdržala bombardiranje mogočne britanske mornarice, ni bilo časa za slavje. Osmanski generali so se dobro zavedali, da bo slej kot prej prišlo do izkrcanja pehote, zato se je bilo treba na prihod sovražnika kar se da dobro pripraviti. Zato so poveljstvo nad vojsko prepustili Ottu Limanu von Sandersu. Ta se je takoj lotil dela in vzdolž obal polotoka Galipoli postavili nešteto opazovalnic in strelskih jarkov. Na obalah, za katere je predvideval, da bo prišlo do izkrcanja zavezniških čet pa je ukazal postavili žične ovire, različne pasti in mine. 

## Desant
Do desanta je prišlo v zgodnjih jutranjih urah 25. aprila 1915, izkrcanje je potekali na dveh različnih mestih. Prvo je potekalo pri rtu Helles (odsek Helles) na skrajnem jugi polotoka Galipoli. Na tem mestu so se izkrcale britanske čete. Izkrcanje je potekalo na petih različnih odsekih, ki so se imenovali: S, V, W, X in Y. Na odseku Y je izkrcanje potekalo brez problemov, vojaki so se brez boja celo sprehodili do bližnje vasi Krithia, ki je bila zapuščena. Naslednji dan so se stvari popolnoma spremenile, zaradi močnega osmanskega ognja so se morali umakniti in se nato nikoli več niso vrnili. Do glavnega izkrcanja je prišlo na obalah V in W. Zaradi načina izkrcanja, vojaki so se izkrcali iz majhnih odprtih čolnov ali skozi ozka vrata parnikov, so bile izgube velike, osmanski strojnični ogenj je pokosil mnogo vojakov še preden so ti prišli do prvih žičnih ovir. Prvega dne izkrcanja so bile izgube na teh dveh odsekih kar 70%, prav zaradi tako velikih izgub in pomakanja moštva se enote v naslednjih dneh niso upale oddaljiti od obale in napredovati v notranjost. Prav to so izkoristili Osmani, ki so iz zaledja pripeljali okrepitve in na strmih hribih, ki so obdajali obalo, zgradili jarke in bunkerje, ponoči pa so se z bajonetnimi napadi podajali v napol samomorilske napade. Izkrcanje na odsekih S in X je potekalo brez težav, britanske četo so po kratkotrajnem ognju pregnale 15 branilcev, nato pa se je njihovo napredovanje ustavilo, saj je bila njivo naloga le zavarovati boke ter nato počakati čete iz odsekov V in W. Nasproti odseka S pri Kum Kaleju na azijski strani Dardanel so se izkrcale francoske čete. Ker je šlo za slepilni napad tam niso ostale dolgo, po nekaj urah so se vkrcale in odpravile na Galipoli kjer so podprle britanske sile. Med nekajurno akcijo jim je uspelo zajeti okoli 500 ujetnikov brez ene same žrtve. 
Drugo izkrcanje je potekalo nekoliko bolj severno od prvega in sicer pri rtu Gabe ob Egejskem morju. Imenovalo se je odsek Z, vendar je nato kmalu dobilo oznako ANZAC, ker so se tam večinoma izkrcale avstralske in novozelandske čete. Priprave na izkrcanje so se začele ob 3:30, prvi val pa je na obalo prišel ob 4:30. Tam je naletel na močen osmanski ogenj, ki pa zaradi nenatančnosti med napadalci ni povzročil večjih izgub, branitelji obale so bili kmalu pregnani. Nekoliko manj sreče so imeli severno in južno od glavnega desanta. Tam so vojaki naleteli na močno osmansko obrambo, tako da se je na obalo uspelo prebiti le manjšemu številu vojakov. Ostali so ostali ujeti na odprtih čolnih in so jih reševali še več dni po glavnem desantu. Kmalu po izkrcanju pa so se začela pojavljati tudi drugi problemi, poveljniki niso našli svojih enot, pri napredovanju pa niso znali locirati svojega cilja, zato so splezali na prvi hrib, katerega so videli in ko so prišli na vrh, so imeli kaj videti. Na marsikaterem mestu je zavezniške položaje od osmanskih ločeval prepad ali pa neprehoden teren, zato se je napredovanje nemudoma ustavilo. Ta čas so izkoristili branilci, da so iz zaledja pripeljali okrepitve, zgradili pa so tudi številne jarke in ovire.

## Prve bitke
Sedemindvajsetega aprila, dva dni po desantu, je Mustafa Kemal proti zaveznikom sprožil protiofenzivo z namenom, da zaveznike vrže v morje, protiofenziva spodleti. Britancem na pomoč priskočijo Francozi nato pa skupaj poizkušajo zasesti vas Krithia kar privede do prve bitke za Krithio. Napad spodleti saj je načrt preveč zahteven enote pa utrujene od bojev za obalo. Po vsem tem zaveznikom postane jasno, da cilja ni možno več doseči saj so enote na obeh glavnih odsekih dobesedno obkoljene in se na noben način ne morejo brez večjih izgub premakniti iz ozemlja ki so ga zasedle prvi dan desanta. Med 1. in 3. majem Turki izvedejo močen napad na zavezniške položaje, napad je odbit kljub temu, da ti razbijejo francoske položaje. Drugega maja se poizkušajo Avstralci na odseku ANZAC prebiti iz obroča, prvega dne napredovanje lepo poteka nato pa je bil njihov napad krvavo odbit zato so se morajo v noči iz 2. na 3. maj umakniti, pritem izgubijo okoli 1.000 vojakov. Tri dni pozneje pride do druge bitke za Krithio v kateri ponovno zmagajo Turki saj jim uspe obdržati položaje iz začetka kampanje. Ker so Britanci veliko enot ANZAC poslali v napad na Krithio, ki se nahaja v sektorju Helles, so s tem oslabili odsek ANZAC, to izkoristijo Turki, ki odsek napadejo 19. maja z 42.000 vojaki. Avstralce in Novozelandce reši le turško kronično pomanjkanje streliva in slabe priprave na napad. Turki izgubijo 13.000 vojakov, Avstralci samo 160. Zaradi velikega števila mrtvih je 24. maja razglašeno premirje, med katerim na nikogaršnjem ozemlju pokopljejo mrtve in odpeljejo ranjene.
Konec maja zavezniki izgubijo skoraj večino težke topniške podpore, ko nemška podmornica U-21 pred obalo potopi bojni ladji HMS Majestic in HMS Triumph. To koristi turškemu topništvu kateremu je skoraj že zmanjkalo granat. V začetku junija pride do že tretje bitke za Krithio, fronta se ponovno nikamor ne premakne izgube na obeh straneh so gromozanske. Britancem se sreča nasmehne šele konec junija, ko jim uspe zasesti neko dolino med obalo Y in vasjo Krithia. Turki so izgubljeno ozemlje poizkušali pridobiti nazaj vendar zaman v številnih protinapadih so izgubili nad 14.000 vojakov. Tudi za Britance zmaga ni bila ravno poceni za nekaj sto metrov izgubili so skoraj 4.000 vojakov, njihove izgube so znašale kar 30% kar se ne more primerjati niti z zahodno fronto, ki naj bi veljala za najbolj krvavo bojišče prve svetovne vojne.

## Razmere na bojišču
Razmere na bojišču so bile strašne. Zaradi velikega števila mrtvih, ki jih ni mogle nihče pokopati, se je začel širiti neznosen smrad, vroče poletno sonce je položaj še dodatno poslabšalo. Zaradi razpadajočih trupel so se razširile muhe in podgane, ki so prenašale nevarne bolezni. Vsak teden je zbolelo več tisoč vojakov, zdravniki jim niso morali pomagati. Marsikateri vojak je zaradi izčrpanosti padel v latrino, ostali mu zaradi izčrpanosti niso morali pomagati. Higiena je bila zaradi pomanjkanja vode velik problem, vode ni bilo za pitje, kaj šele za umivanje. Vojaki so problem poizkušali rešiti s kopanjem vodnjakov vendar se kasneje izkazalo, da voda ni primerna za pitje, saj je bila zemlja nasičena s soljo, zato je bilo vso vodo treba prinesti iz razsoljevalnih naprav na obali. Gneča na ozkih in strmih obalah je bila neznosna. Na nekaj sto kvadratnih metrih obale so se gnetli vojaki, živina in neskončne zaloge opreme. Vojaki so si bivališča postavljali na strmih pobočjih hribov, da bi se zaščitili pred topniškim ognjem pa so v mehak apnenec kopali več kilometrov dolge predore. 

## Avgustovska ofenziva
Po številnih spodletelih bitkah in nemoči je v zavezniškem poveljstvu zaradi nenehnega političnega pritiska prišlo do globoke krize, katero pa je Himelton nameravali rešiti z novo ofenzivo. Šestega avgusta se je 8 km severno od obala ANZAC, blizu vasi Suvla, izkrcala nova vojska, ki naj bi v naslednjih dneh napredovala v notranjost polotoka, obkolila osmanske položaje na jugu in tako premaknila že od aprila stoječo fronta. Čeprav je bil osmanski odpor slab, izkrcanje pa je potekalo brez težav, so se ponovno začele pojavljati težave. Zaradi prevelike previdnosti poveljnikov so čete počasi napredovale, tako da ob koncu dneva niso zasedle več kot obale. Ta čas so izkoristili Osmani, ki so pripeljali okrepitve in zasedli strme hribe okoli obale. Vsak nadaljnji zavezniški poizkus preboja se je končal s tisočimi mrtvimi in ranjenimi. Pomagali niso niti slepilni napadi na odseku ANZAC in Helles. Enaindvajsetega avgusta so zavezniki sprožili še zadnjo ofenzivo, ki pa se je tako kot prejšnje spremenila v klavnico brez cilja. Zadnji boji so se končali 29. avgusta.
Po spodleteli avgustovski ofenzivi so se poveljstvu začeli spraševati če je fronto sploh smiselna vzdrževati, saj se zavezniki od konca aprila niso prebili več kot tri kilometre od obale. Stvari so se še dodatno zapletle, ko so novinarji začeli poročati o dejanskem stanju na fronti ter o velikem številu mrtvih in ranjenih. Sredi oktobra so se začele pojavljati prve zahteve po evakuaciji, kateri pa je Himelton zaradi t. i. britanske časti ostro nasprotoval. Na koncu ga je to stalo položaja, zamenjal ga je generalporočnik sir Charles Monro. Z vstopom Bolgarije v vojno na strani centralnih sil se je pojavila nova nevarnost. Nemčija in Osmansko cesarstvo sta dobili direktno železniško povezavo, kar je pomenilo, da bi Nemčija osmansko vojsko lahko vojaško podprla v orožju. Po izkušnjah iz zahodne fronte so se Britanci najbolj bali nemškega topništva, ki bi v primeru posredovanja v nekaj dneh dobesedno sesulo v prah britanski sistem jarkov in utrdb, še posebej so bile v nevarnosti tiste na izpostavljenem odseku ANZAC. Ko je Monro na svojo mizo dobil najnovejša poročila je bil zgrožen, zato je nemudoma ukazal evakuacijo. Kitchener, ki je vlekel vse niti v britanski vojski, je bil nad ukazom za evakuacijo presenečen, zato se je osebno odpravil na inšpekcijo vseh treh ujetih korpusov. Kar je videl tam, ga je zmrazilo zato mu ni preostalo drugega, kot da potrdi evakuacijo.

## Evakuacija
Po kratkih analizah se je evakuacija izkazala kot izredno tvegana, hkrati pa se je ob prihodu zime pokazala kot nuja, pri kateri ni bilo pametno odlašati. Zima je nad Galipolijem prinesla vsakodnevna deževja, ki so zalila številne izpostavljene jarke in kaverne. Hudourniki, ki so nastali po vsakem močnejšem deževju, so razkopali zasilna pokopališča in trupla odplavljali v jarke, tako da so morali vojaki dobesedno živeti med mrtvimi. Tudi temperature so bile nenavadno nizke, zaradi snežnega viharja se je povečalo število ozeblin, veliko vojakov je zaradi podhladitve umrlo. Kot rezultat tega, je Velika Britanija v Dardanelle poslala na stotine bolniških in vojaških ladij za evakuacijo ranjenih vojakov.
Prve enote so v popolni tajnosti začele obale Galipolija zapuščati 7. decembra 1915. Njihovo število se je nato v naslednjih dneh vztrajno zmanjševalo. Najprej so bile evakuirane enote iz odsekov Suvla in ANZAC, ki so bile tudi najbolj izpostavljene. Da Osmani ne bi posumili, da je prišlo do evakuacije, so vojaki izdelali posebne časovne mehanizme na vodo, ki so prožili puške v evakuiranih strelskih jarkih. Zadnji vojaki so v naglici, brez ene same žrtve, obale Suvla in ANZAC zapustili 20. decembra za seboj so pustili ogromne količine orožja in materiala, ki ga niso morali uničiti ali odpeljati s sabo. Medtem je odsek Helles ostal v zavezniških rokah v primeru, da bi v zadnjem trenutku prišlo do spremembe načrta. Sedemindvajsetega decembra je tudi ta odsek dobil ukaz o evakuaciji. V tem času so Osmani že ugotovili, da so zavezniki začeli z umikom, zato so napadli. Njihov napad je bil odbit, evakuacija pa je se je nadaljevala po načrtih. Zadnje britanske enote so obale Galipolija zapustile 9. januarja 1916. Evakuacija je bila edina uspešna operacija v celotni kampanji.

## Dogodki po bitki
Zmaga v bitki je staremu osmanskemu cesarstvu dala nov bojni zalet, kar se je pokazalo tudi na drugih frontah: Suez, Armenija, Mezopotamija. Na žalost sultana, ta ni trajal dolgo. Na drugi strani frontne črte so se zaveznika ubadali z drugimi težavami. Poraz pri Galipoliju je povzročil politične in vojaške pretrese, ki so segali do samega vrha. Kariera Iana Hamiltona, poveljnika čet pri Galipoliju, se je naglo zaključila, začasno se je zaključila tudi kariera Winstona Churchilla, ki je bil zaradi političnih pritiskov prisiljen odstopit iz mesta prvega lorda admiralitete. Po odstopu je prevzel poveljstvo nad pehotnim bataljonom v Franciji, vendar ne za dolgo. Že leta 1917 je v novi vladi prevzel neugledno mesto ministra za strelivo. Politične razprtije, ki so se delno nanašale na spodletelo kampanjo, so decembra 1916 odnesle tudi britanskega ministrskega predsednika Herberta Asquitha. Zadeva Gallipoli je bila delno pozabljena šele s prihodom nove vlade.
Po evakuaciji so bile zavezniške čete, ki so preživele kampanjo, razformirane in nato na novo formirane. Število bataljonov se je povečalo, vojake v njih pa na novo opremilo in izurilo. Večino bataljonov so potem poslali v Francijo, na zloglasno zahodno fronto. Preostale so opremili s konji in iz njih formirali avstralsko konjeniški divizijo, ki se je odlično izkazala v bojih na Sinaju in v Palestini.
Sredi leta 1916 je bila ustanovljena posebna komisija z namenom, da razišče okoliščine poraza pri Galipoliju. Poročilo komisije je bilo javnosti predstavljeno leta 1919. V njem je pisalo, da je za neuspeh operacije bilo krivo slabo načrtovanje ter podcenjevanje sovražnika in terena. Težave pa so se še dodatno poslabšale zaradi prepoznega ukrepanja vojske in politike.